# Эглевский, Андре
Андре Эглевский (урождённый Андрей Эглевский; англ. André Eglevsky; 21 декабря 1917, Москва, РСФСР — 4 декабря 1977, Элмайра, Шеманг, Нью-Йорк, США) — американский артист балета и педагог.

## Биография
Выходец из России. Сын Евгения Петровича Эглевского и Зои Алексеевны Образцовой. После октябрьской революции вместе с матерью в 1925 году эмигрировал во Францию. Его мать решила, что талант танцовщика, который проявился у её сына в детстве, требует надлежащего развития. Так как многие классические танцовщики и балетные преподаватели эмигрировали во Францию и Великобританию, Андрей Эглевский стал учиться в Ницце у Юлий Седовой, Марии Невельской, Любови Егоровой, Матильды Кшесинской, Александра Волинина, Ольги Преображенской, Леона Войцеховского в Париже и Николая Легата в Лондоне.
В 14 лет начал выступать у Василия Воскресенского в Балле рюс дю колонель де Базиль (1931), где шесть месяцев исполнял главные партии в балетах «Лебединое озеро» и «Сильфиды», Л. Войцеховского (1935), Нью-Йорк Сити балет (1937—1938) и других.
С 1934 года танцевал в труппе Леона Войцеховского, затем последовали American Ballet (у Джорджа Баланчина до 1938), Балле рюс де Монте-Карло (1939—1942), Балле тиэтр (1942—1943, 1945), Балле интер-нэшонал, у Л. Ф. Мясина, Оригинальный русский балет (Орижиналь балле рюс, 1946—1947), Нью-Йорк сити балле (1951—1958). Снимался в фильме Чарли Чаплина «Огни рампы».
В 1937 году переехал в США, вскоре получил гражданство США. В конце 1930-х годов Эглевский женился на балерине Леде Анчутиной. Их дочь Марина Эглевская также стала балериной. С 1947 года был ведущим танцовщиком Grand Ballet Джорджа де Куэваса. С 1951 по 1958 год — директором Нью-Йорк Сити балет, тогда же был главным танцовщиком Нью-Йоркского городского балета, с которым гастролировал по многим штатам.
В 1961 году оставил сцену. Преподавал в Школе американского балета, руководил созданной им совместно с женой Школой классического и характерного танца для детей и взрослых (School of Classical and Character Dance) и труппой «Эглевски бале» (Eglevsky Ballet) в городе Массапекуа, штат Нью-Йорк.
Умер в 1977 году от сердечного приступа.

## Творчество
Танцевал в балетах:
- «Испытание любви» (Жених) Михаила Фокина на музыку Моцарта;
- «Дон Жуан» на музыку Глюка (постановка Фокина, завершённая Д. Лишиным);
- «Елена Троянская» (Парис) на музыку Жака Оффенбаха;
- «Мамзель Анго» (Художник) Леонида Мясина на музыку Шарля Лекока;
- «Аполлон Мусагет» (Аполлон, Зигфрид) (1951), «Шотландская симфония» на музыку Феликса Мендельсона (1952), «Симфония Дальнего Запада» на музыку Кея (1954) и др. в постановке Джорджа Баланчина.

В 1952 году снялся в роли Арлекина в фильме Чарли Чаплина «Огни рампы».